# Jessica Lowndes
Pour les articles homonymes, voir Lowndes.
Jessica Suzanne Lowndes, née le 8 novembre 1988 à Vancouver, Colombie-Britannique, Canada, est une actrice et auteure-compositrice-interprète canadienne

## Biographie

### Jeunesse et formation
Elle fait ses études à la Pacific Academy de Surrey. Jessica joue du piano depuis l'âge de 5 ans et écrit des chansons depuis l'âge de 9 ans.
Jessica Lowndes mesure 1,61m, elle a des origines anglaises, écossaises et irlandaises.

### Carrière

#### Débuts et révélation par90210

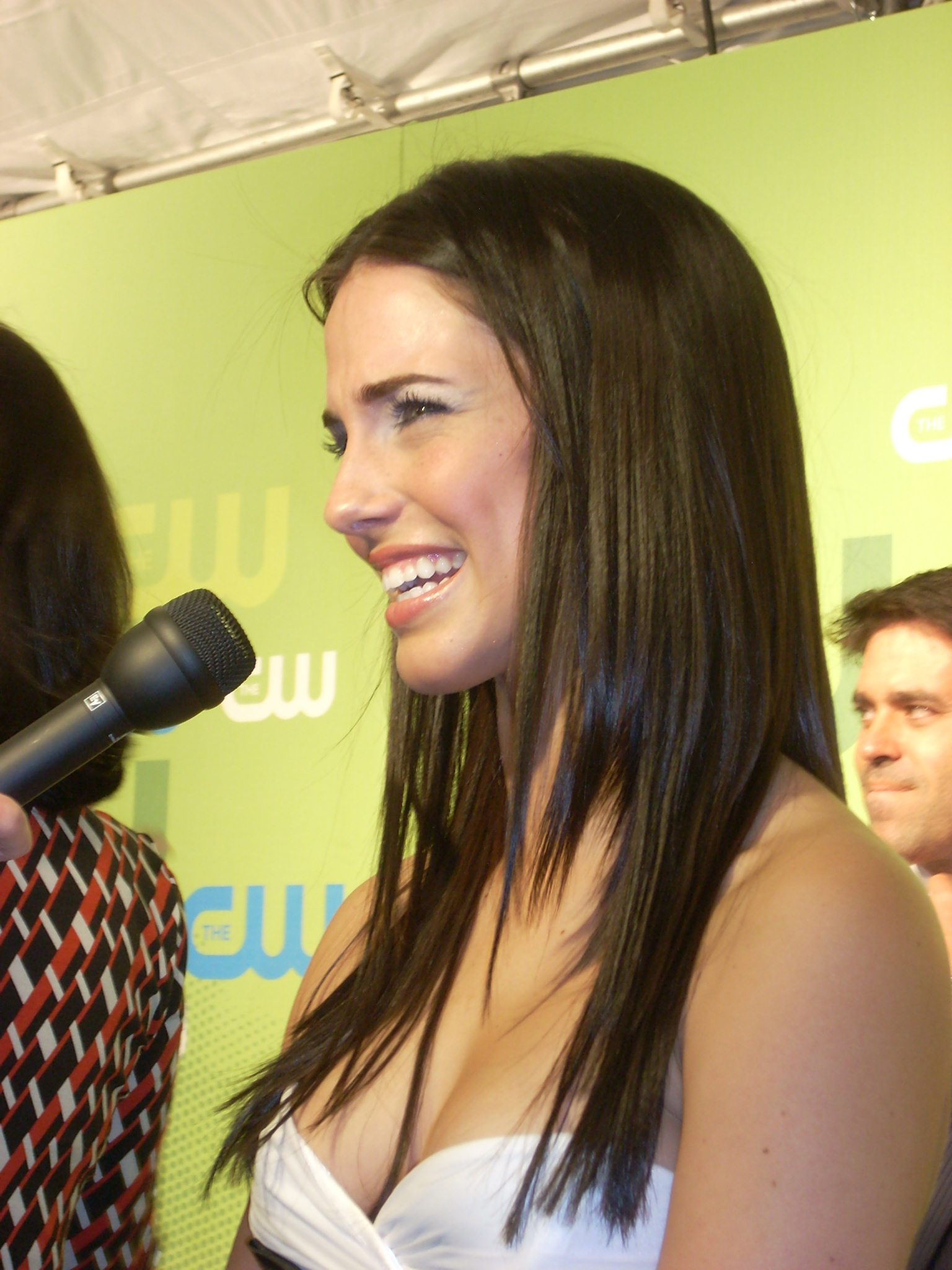
Jessica Lowndes, lors d'une soirée organisée par The CW Television Network, en 2009.

Jessica Lowndes décroche son premier rôle en 2005 dans le téléfilm canadien dramatique Sauvez Milly avec Bruce Greenwood et Madeleine Stowe. 
La même année, elle apparaît dans un épisode de la série Les Maîtres de l'horreur, puis elle joue dans deux épisodes de la sitcom Alice, I Think. 
En 2006, elle s'installe à Los Angeles afin de se consacrer à sa carrière. Par la suite, elle fait une apparition dans la série Kyle XY. Elle joue un rôle secondaire dans le téléfilm Le Prix de la trahison, puis, en 2007 elle tourne le pilote d'une nouvelle série dramatique dirigée par Ryan Murphy, avec Joseph Fiennes et Carrie-Anne Moss, Pretty/Handsome mais la série n'a finalement pas été choisie pour être diffusée. 
2008, est une année charnière pour l'actrice. Elle est à l'affiche de deux films d'horreur : d'abord dans un premier rôle pour le film Autopsy et elle complète la large et jeune distribution de La Malédiction de Molly Hartley. Du côté de la télévision, elle signe pour un rôle récurrent dans le teen drama Greek.  
Mais cette année-là, elle décroche surtout le rôle de Adrianna Tate-Duncan, dans le spin-off de la série considérée comme culte Beverly Hills 90210, 90210. Elle ne devait tenir qu'un rôle de guest-star pour quelques épisodes mais son rôle séduit les fans de la série et incite les producteurs à la promouvoir comme membre de la distribution principale.  
Elle profite de la série pour officialiser ses débuts dans la musique en chantant le titre Mama Who Bore Me dans l'épisode pilote de 90210. Diffusée par le réseau The CW Television Network, la série rencontre son public et dure cinq saisons. Ce qui permet à Jessica d'enregistrer plusieurs chansons pour la série car son personnage, une adolescente atteinte de toxicomanie, devient, progressivement, une chanteuse reconnue.  
En mars 2009, elle a publié sur sa page MySpace sa première chanson en dehors de 90210, Fly Away. Un titre qu'elle a écrit et composé. En septembre 2009, elle chante God Bless America lors d'un match des Dodgers de Los Angeles. 
En 2010, elle est repartie vivre à Vancouver. En octobre 2010, Jessica Lowndes sort son premier single intitulé Falling In Love en duo avec le rappeur Ironik,. Cette année-là, elle poursuit dans le registre de l'horreur en étant la vedette de l'indépendant Altitude de Kaare Andrews. 
En 2011, Jessica et Jérémy Amelin — finaliste de la cinquième saison de Star Academy — enregistrent et lancent ensemble son single Undone, produit par James Rendon et Kayden Boche. Le single fait son avant-première en ligne le 6 mai 2011 et sort mondialement le 23 mai 2011.
Entre 2011 et 2012, Jessica sort plusieurs singles à l'occasion de la sortie de son premier album ; Fool, I Wish I Was Gay, Nothing Like This, Stamp of Love, Go Back et The Other Girl.
En 2012, sous la direction de Vic Sarin, elle incarne une adolescente psychologiquement instable dans Mauvaise Influence, ce qui lui vaut une proposition au titre de la meilleure actrice lors des Canadian Screen Awards. Au cinéma, elle est à l'affiche du film d'horreur musical The Devil's Carnival de Darren Lynn Bousman aux côtés de Sean Patrick Flanery et Briana Evigan.
En 2013, 90210 s'achève au bout de cinq saisons et 114 épisodes, la série dérivée aura également permis le retour d'acteurs emblématique de la série mère comme Shannen Doherty, Jennie Garth et Tori Spelling.

#### Musique et téléfilms canadien

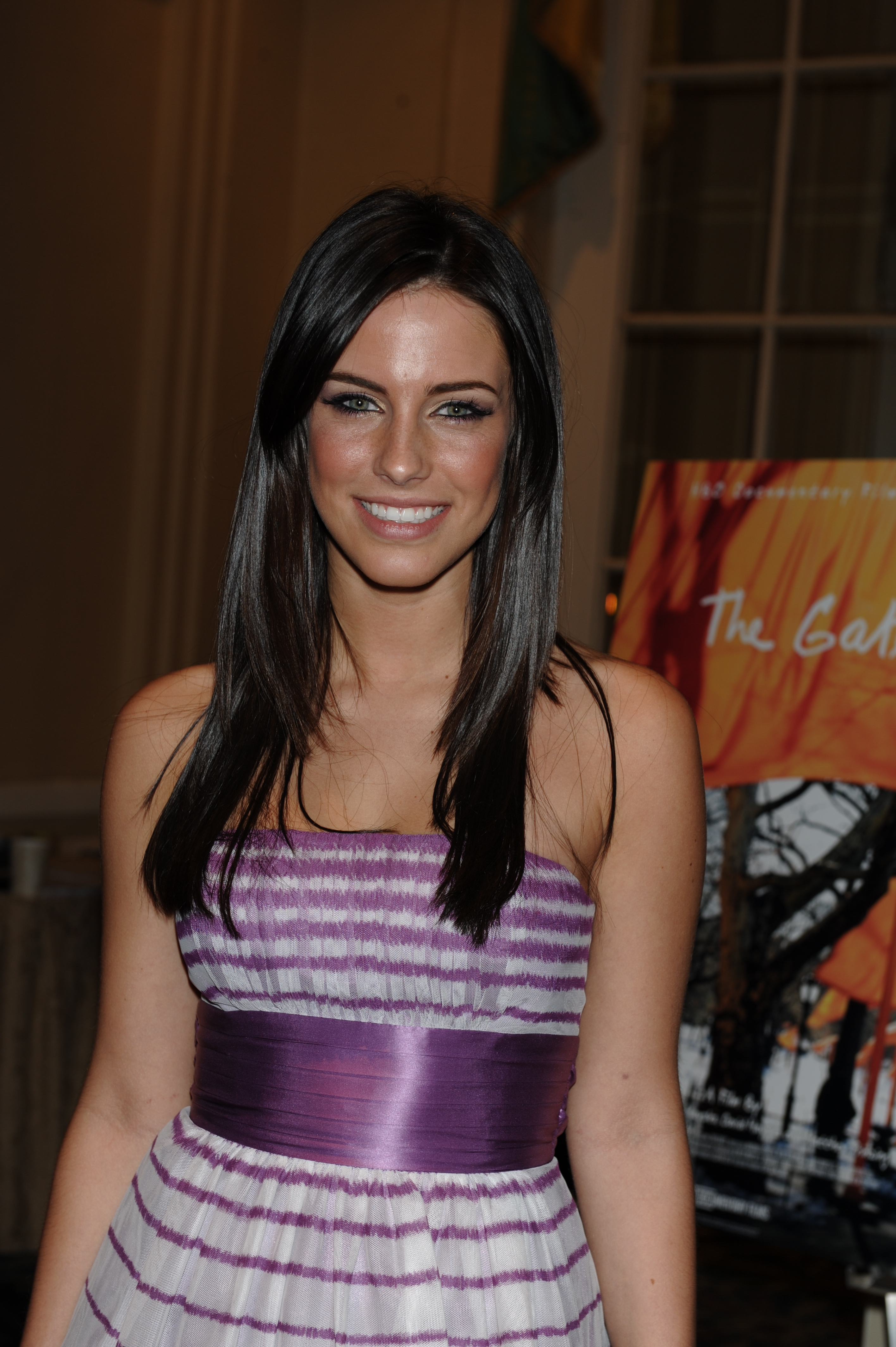
Aux Peabody Awards 2009.

En 2014, elle est à l'affiche du film d'action The Prince avec Jason Patric, Bruce Willis et John Cusack, mais c'est un échec critique cinglant. Elle est aussi le premier rôle féminin du film de série B, Eden, avec James Remar et Diego Boneta. La même année, elle sort le clip de la chanson Silicone in Stereo.
En 2015, elle s'invite sur les plateaux des séries télévisées Motive et Hawaii 5-0, le temps d'un épisode. Elle est aussi à l'affiche de la comédie familiale Larry Gaye: hôtesse de l'air avec Jayma Mays et Mark Feuerstein ainsi que de deux téléfilms. Le thriller Grossesse sous surveillance dans lequel elle partage la vedette aux côtés de Will Ferrell et Kristen Wiig, puis, le téléfilm de Noël de John Bradshaw, Les mariés de Noël. Parallèlement, elle poursuit la promo de son EP en sortant le clip du morceau Deja Vu. 
En 2016, elle récidive en étant la vedette du téléfilm La Mariée de Noël de David Winning. Elle y joue une décoratrice d’intérieur qui s'apprête à passer une fête de fin d'année compliquée avec l'australien révélé par Blindspot, Daniel Lissing,. Pour cette occasion, elle sort une reprise de la chanson Silent Night.  
L'année suivante, elle joue les guest-star pour deux épisodes de Major Crimes et, pour son public canadien, elle reste fidèle à ses habitudes en jouant avec Brendan Penny dans la romance de Noël, Magical Christmas Ornaments de Don McBrearty.  
En 2018, elle poursuit avec l'unitaire sur le thème de Noël, en étant à l'affiche de Christmas At Pemberley Manor avec Michael Rady, révélé par Melrose Place : Nouvelle Génération, autre spin-off de l'univers de Beverly Hills 90210. La même année, elle continue aussi de travailler pour la chaîne Lifetime et occupe le rôle principal du thriller A Father's Nightmare.

### Vie privée
Jessica a été en couple avec son ancien partenaire dans 90210, Adam Gregory, de janvier 2008 à février 2009. Elle a ensuite été en couple avec l'acteur Aaron Paul de mars 2009 à mai 2010.
Après avoir fréquenté le skieur acrobatique américain, Jeremy Bloom, de mai 2012 à janvier 2013, Jessica a été en couple avec l'ancien joueur de rugby, Thom Evans, de février à octobre 2013.

## Filmographie

### Cinéma

#### Court métrage
- 2012 : Garden of Eden de Max Joseph : Kristin

#### Longs métrages
- 2008 : Autopsy de Adam Gierasch : Emily Hosfield
- 2008 : La Malédiction de Molly Hartley (The Haunting of Molly Hartley) de Mickey Liddell : Laurel Miller
- 2010 : Altitude de Kaare Andrews : Sara
- 2012 : The Devil's Carnival de Darren Lynn Bousman : Tamara
- 2014 : Eden de Shyam Madiraju : Elena
- 2014 : The Prince de Brian A. Miller : Angela
- 2015 : Larry Gaye: hôtesse de l'air (Larry Gaye: Renegade Male Flight Attendant) de Sam Friedlander : Suzanne
- 2016 : Abattoir de Darren Lynn Bousman : Julia Talben
- 2018 : For Today I Do de Christie Will Wolf : Nicole
- 2021 : Colors of Love : Taylor
- 2021 : High Flying Romance : Hannah Adams

### Télévision

#### Séries télévisées
- 2005 : Les Maîtres de l'horreur, épisode  La Danse des morts   : Peggy
- 2006 : Alice, I Think : Becky (saison 1, épisodes 7 et 8)
- 2006 : Kyle XY, épisode  Jeu de piste : Eve
- 2008 : Greek : Mandi (saisons 1 et 2, 6 épisodes)
- 2008 : Pretty/Handsome  : Cassie Booth (pilote)
- 2008 : Chinese Guys : Christy (1 épisode)
- 2008-2013 : 90210 Beverly Hills : Nouvelle Génération : Adrianna Tate-Duncan
- 2014 : Young and Hungry, épisode  Young & Lesbian   : Judy Green
- 2015 : Hawaii 5-0, épisode  Kuka'awale : Emma Mills
- 2015 : Motive : le mobile du crime, épisode  Abstinence : London Montgomery
- 2016 : Dirk Gently, détective holistique, épisodes  L'Amour des murs  et   L'Âme tueuse : Jake Rainey
- 2017 : Major Crimes, épisodes  Des filles, des burgers et de la bière  et   De surprise en surprise  : Alex Snow

#### Téléfilms
- 2005 : Pour l'amour de Millie (Saving Milly) de Dan Curtis : Andréa Kondracke (à 15 ans)
- 2005 : La danse des morts (Dance of the Dead) : Peggy
- 2006 : Le Prix de la trahison (To Have and to Hold) de Terry Ingram : Lisa Carver
- 2008 : Pretty/Handsome de Ryan Murphy : Cassie Booth
- 2013 : Mauvaise Influence (A Mother's Nightmare) de Vic Sarin : Vanessa Redlynn
- 2015 : Grossesse sous surveillance (A Deadly Adoption) de Rachel Lee Goldenberg : Bridgette Gibson
- 2015 : Les mariés de Noël (Merry Matrimony) de John Bradshaw : Brie Traverston
- 2016 : La mariée de Noël (December Bride) de David Winning : Layla O'Reilly
- 2017 : Un Noël à New York (Magical Christmas Ornaments) de Don McBrearty : Marie
- 2018 : Dangereuse influence (A Father's Nightmare) de Vic Sarin : Vanessa / Amanda
- 2018 : Mariage et chocolats (Yes, I Do) de Christie Will Wolf : Nicole Sweeney
- 2018 : Noël à Pemberley (Christmas at Pemberley Manor) de Colin Theys : Elizabeth Bennett
- 2019 : Coup de foudre au bal de Noël (Rediscovering Christmas) de Colin Theys : Mia
- 2019 : 100% compatibles (Over the Moon in Love) de Christie Will Wolf : Brooklyn Moore
- 2020 : Noël comme chien et chat (Too Cloose For Christmas) de Ernie Barbarash : Hayley Parker
- 2021 : L'amour au menu ! (Mix Up in the Mediterranean) de Jonathan Wright : Meg Wescott
- 2021 : Noël sous son aile (Angel Falls Christmas) : Ally
- 2022 : Noël sous les bravos (I'm Glad it's Christmas) : Chloé Bose

## Discographie

### EPs
- 2012 : Nothing Like This
- 2013 : TBT (Throwback Thursday)

### Singles et clips vidéo
- 2010 : Falling in Love feat. Ironik (en) (videoclip)
- 2011 : Undone feat. Jérémy Amelin
- 2011 : Fool
- 2012 : Nothing Like This (videoclip)
- 2012 : I Wish I Was Gay (videoclip)
- 2012 : The Other Girl
- 2012 : I Don't Want You Anymore
- 2012 : Teardrops Fall
- 2012 : Snake Charmer
- 2013 : Fly Away
- 2013 : Goodbye
- 2013 : Break
- 2013 : Never Lonely
- 2013 : The Last Time
- 2014 : Silicone in Stereo (videoclip)
- 2015 : Deja vu (videoclip)
- 2016 : Underneath The Mask
- 2016 : Silent Night (videoclip)
- 2018 : Never Enough (videoclip)

## Distinctions
Sauf indication contraire ou complémentaire, les informations mentionnées dans cette section proviennent de la base de données IMDb.

### Nominations
- Prism Award 2009 : meilleure actrice dans une série télévisée dramatique pour 90210
- Canadian Screen Awards 2014 : meilleure actrice dans une mini-série ou un téléfilm dramatique pour Mauvaise influence